# گربه‌ماهی شبکه‌ای
گربه‌ماهی شبکه‌ای (نام علمی: Synodontis aterrimus) نام یک گونه از سرده هم‌رسته‌دندان‌ها است.